# The Crybaby
The Crybaby je studiové album americké skupiny Melvins. Vydáno bylo 7. února roku 2000 společností Ipecac Recordings. Vedle písní, které vznikly přímo pro tuto desku, se na něm nachází například coververze písně od kapely Nirvana, Merla Haggarda a Hanka Williamse. V každé písni se kromě členů kapely podíleli hosté, například „Ramblin' Man“, jejímž autorem je Hank Williams, hostoval jeho vnuk Hank Williams III. Dále se na albu podíleli například Erik Sanko, Mike Patton či kapela Tool (pouze produkce).

## Seznam skladeb
| Pořadí | Název                                  | Autor                       | Délka |
| ------ | -------------------------------------- | --------------------------- | ----- |
| 1.     | Smells Like Teen Spirit                | Nirvana                     | 5:01  |
| 2.     | Blockbuster                            | The Jesus Lizard            | 3:09  |
| 3.     | Ramblin' Man                           | Hank Williams               | 3:14  |
| 4.     | G.I. Joe                               | Mike Patton, Kevin Rutmanis | 3:59  |
| 5.     | Mine Is No Disgrace                    | Buzz Osborne, JG Thirlwell  | 8:21  |
| 6.     | Spineless                              | Erik Sanko                  | 4:01  |
| 7.     | Divorced                               | Dale Crover, Melvins        | 14:42 |
| 8.     | Dry Drunk                              | Osborne, David Yow          | 4:03  |
| 9.     | Okie from Muskogee                     | Merle Haggard               | 2:10  |
| 10.    | The Man with the Laughing Hand Is Dead | Osborne, Bliss Blood        | 11:26 |
| 11.    | Moon Pie                               | Osborne, Sharp              | 12:44 |

## Obsazení
Melvins
- King Buzzo – kytara, baskytara, hluk
- Dale Crover – bicí, bicí automat, kytara, hluk, zpěv
- Kevin Rutmanis – baskytara, oscilátor, harmonika, metronom, hlas, kytara, zpěv

Hosté
- Leif Garrett – zpěv
- David Yow – zpěv
- Hank Williams III – kytara, zpěv
- Henry Bogdan – kytara
- Mike Patton – zpěv, sampler, kytara, perkuse
- J. G. Thirlwell – zpěv, samply
- Erik Sanko – kytara, zpěv
- Rick Lee – samply
- Amanda Ferguson – zpěv
- Bruce Bromberg – kytara
- Godzik Pink – autor mezihry
- Bliss Blood – zpěv, elektrický sitár, symply, další
- Kevin Sharp – zpěv, samply